# Martha Bernstein
Martha Bernstein, verheiratete Martha Neuhaus-Bernstein, (* 17. Mai 1874 in Halle (Saale); † 24. Juni 1955 in Landsberg am Lech) war eine deutsche Malerin.

## Leben und Wirken
Martha Bernstein war die Tochter des Mediziners, Professors und Rektors der Martin-Luther-Universität Halle-Wittenberg, Julius Bernstein (1839–1917) und der jüdischen Pianistin Sophie Levy (1856–1923). Ihr Vater hatte das Institut für Physiologie in Halle gegründet; der jüngere Bruder Felix (1878–1956) war ein bekannter Mathematiker, der 1934 in die USA emigrierte. Ein weiterer Bruder, Rudolf (1880–1971), war Maschinenbauingenieur und Professor in der Schweiz, wohin er 1933 nach Entziehung seiner Lehrerlaubnis in Deutschland geflohen war. 1923 heiratete Martha Bernstein den Dirigenten, Musikschriftsteller und -kritiker Max Neuhaus (1874–1935). Die Ehe wurde 1927 geschieden. Die Malerin Cläre Neuhaus (1878–1950) war ihre Schwägerin. 
Der Bernsteinsche Haushalt war sehr aufgeschlossen und der Kunst zugewandt. So wurde es von den Eltern positiv aufgenommen, dass ihre Tochter mit 16 Jahren ein Kunststudium an einer privaten Malschule in München aufnehmen wollte. Universitäten und andere Kunst ausbildende staatliche Bildungseinrichtungen waren oft bis in die 1920er Jahre nicht offen für Frauen, sodass interessierte und talentierte Frauen nur private Malschulen oder die Damenakademien der Künstlervereine besuchen konnten, was wiederum nur mit höheren finanziellen Mitteln möglich war. Gemeinhin wurden Frauen, die Kunst studierten oder malten, als „Malweiber“ diskreditiert, was durchaus negativ gemeint war, wohingegen der Begriff heute einen eher positiven Anklang hat. Martha Bernstein studierte um 1890 bei Ludwig Schmid-Reutte (1862–1909). In der privaten Malschule des Impressionisten Christian Landenberger (1862–1927) machte sie erste Erfahrungen in der Freilichtmalerei. Mit dem dort lehrenden Theodor Hummel (1864–1939) kam sie das erste Mal zum Ammersee.
1909 zog Martha Bernstein nach Paris und schloss sich der deutschen Künstlerkolonie dort an. Sie wohnte meist im Künstlerviertel Montparnasse und besuchte 1909 bis 1910 die Privatschule des Henri Matisse (1869–1954). Es entstanden einige bemerkenswerte Porträts und Pariser und landschaftliche Motive. Die „Malweiber von Paris“, zu denen auch Martha Bernstein zählte, waren unter anderem Käthe Kollwitz und Paula Modersohn-Becker, zwei bekannte Pionierinnen der Moderne, außerdem Ida Gerhardi, Annemarie Kirchner-Kruse, Sabine Lepsius, Margarethe Moll, Maria Slavona, Mathilde Vollmoeller-Purrmann und Clara Rilke-Westhoff, die Ehefrau des Dichters Rainer Maria Rilke.
1910 stellte der Kunsthistoriker und -kritiker Max Sauerlandt (1880–1934), der zu dem Zeitpunkt Leiter des Städtischen Museums für Kunst und Kunstgewerbe in Halle war, einige ihrer Arbeiten in Berlin aus, vor allem landschaftliche Motive, Interieurs und Pariser Szenen in Feder, Bleistift und Pastellkreide. Er besprach diese Ausstellung selbst in der Saale-Zeitung vom 3. November 1910. Zu diesem Zeitpunkt wurde Bernstein auch freies Mitglied der Berliner Sezession.
Nach ihrer Rückkehr aus Paris 1912 hielt Martha Bernstein Vorträge in der Städtischen Frauenschule in Halle. 1921 schrieb sie ein Buch über die Schönheit der Farben in der Kunst und im Leben.
Nach ihrer Scheidung zog Martha Bernstein 1931 ganz nach Diessen am Ammersee. 
1941 gelang ihr die Flucht vor dem nationalsozialistischen Regime, und sie siedelte nach Baden im Aargau in die Schweiz über, wohin ihr jüngerer Bruder Rudolf schon 1939 geflohen war. Ihre Schwägerin Cläre Neuhaus zog gegen Ende des Krieges zeitweise in ihr Haus in Diessen. Martha Bernstein kam 1950 zurück nach Diessen, wo sie 1955 im nahegelegenen Landsberg am Lech verstarb.

## Ausstellungen (Auswahl)
- 1910: Max Sauerlandt, Städtisches Museum am Großen Berlin. Graphische Werke. Einige davon waren vorher in der Schwarz-Weiß-Ausstellung der Berliner Sezession zu sehen gewesen.
- 2015: Die Malweiber von Paris im Edwin Scharff Museum, Ulm.
- 2016: Die Malweiber von Paris. Deutsche Künstlerinnen im Aufbruch. Ausstellung der Kunststätte Bossard.

## Veröffentlichungen
- Martha Bernstein: Die Schönheit der Farben in der Kunst und im täglichen Leben. Delphin-Verlag, München 1921 (2. Aufl. 1925).